# Versammlung der Regionen Europas

Logo der Versammlung der Regionen Europas

Die Versammlung der Regionen Europas (VRE) ist das größte unabhängige Netzwerk der Regionen in ganz Europa. Mit mehr als 270 Regionen aus 33 Ländern und 16 interregionalen Organisationen ist sie die politische Stimme ihrer Mitglieder und ein Forum für interregionale Kooperation.
Am 15. Juni 1985 gründeten 47 Regionen und 9 interregionale Organisationen den Rat der europäischen Regionen (Council of the Regions of Europe – CRE) in Louvain-la-Neuve (Wallonisch Brabant). Erster Präsident wurde Edgar Faure, erster Generalsekretär Georges Pierret. Bei der zweiten Hauptversammlung der Regionen Europas in Brüssel erhielt die Vereinigung November 1987 ihren heutigen Namen.
Laut den Statuten bezieht sich das Wort „Region“ auf eine territoriale Autorität, die eine Stufe unter der nationalen Regierung mit seinen eigenen politischen Vertretern in Form einer gewählten regionalen Versammlung agiert.

## Prioritäten für 2007–2012
- Modernisierung und Internationalisierung regionaler Regierungen fördern
- Innovation, Wachstum und Beschäftigung in den Regionen Europas fördern
- Sich den Herausforderungen des demografischen Wandels, Migration, Gesundheit und sozialen Ausgliederung stellen
- Nachhaltige Entwicklung sichern und Umweltzerstörung bekämpfen
- Demokratie durch Vielfältigkeit weiterentwickeln, und die Diversität in Kulturen, Medien und Ausbildung fördern
- Ein sicheres Umfeld für die Bevölkerung schaffen

## Organisationsführung
Hauptversammlung
Politische Vertreter der Mitgliedsregionen treffen sich jährlich bei der Hauptversammlung. Dort wird entschieden, welche politische Strategie die VRE verfolgt, das Budget gewählt, über die Gründung von Komitees und über spezifische Themen entschieden, die Akzeptanz der Mitglieder bestätigt etc. Die Hauptversammlung wählt zudem den Präsidenten, den Vorstand und den Generalsekretär.
Vorstand
Der Vorstand trifft alle Entscheidungen, die für die reibungslose Abwicklung der Angelegenheiten zwischen den Hauptversammlungen notwendig sind und koordiniert die Arbeit der verschiedenen Kommissionen. Die Vorstandsmitglieder werden von den Mitgliedsregionen vorgeschlagen und von der Hauptversammlung für eine Laufzeit von zwei Jahren gewählt. Der Vorstand setzt sich zusammen aus mindestens einen regionalen Vertreter pro Region und trifft sich zumindest zweimal im Jahr. Zwei ständige Ausschüsse berichten zu diesem Gremium:
- Der ständige Ausschuss für „Institutionelle Angelegenheiten“ fokussiert sich auf die Aufrechterhaltung der Kernprinzipien der Subsidiarität, verantwortungsbewusste Regierungsführung und regionale Demokratie.
- Der ständige Ausschuss für „Monitoring und Evaluierung“ fokussiert auf die Aufrechterhaltung der Prioritäten des strategischen Plans.

Präsidium
Das Präsidium besteht aus dem VRE Präsidenten bzw. der VRE Präsidentin (zur Zeit Michèle Sabban, Vize-Präsidentin der Region Ile-de-France), zwei Vizepräsidenten, dem Schatzmeister Vizepräsident und der Präsidenten jeder VRE-Kommission. In der Periode zwischen den Vorstandssitzungen, und bei Delegierungen, kann sich das Präsidium treffen und Entscheidungen fällen, welche dem Vorstand im Anschluss mitgeteilt werden müssen.

## Struktur der Kommissionen
Kommission 1„Wirtschaft und Regionale Entwicklung“
- Regionale, wirtschaftliche Entwicklung, Beschäftigung und Kohäsionspolitik, Umweltschutz, Ländliche Entwicklung, Tourismus

Kommission 2„Sozialpolitik und Öffentliches Gesundheitswesen“
- Chancengleichheit, Notfallplanung, Gesundheit, Demografischer Wandel, Soziales

Kommission 3„Kultur, Bildung und Ausbildung, Jugend“
- Kultur, Bildung und Ausbildung, Jugend, Medien, Informationstechnologie, internationale und interregionale Kooperation

Unterkomitees
Die Präsidenten der Kommissionen /ständigen Ausschüsse sind verantwortlich für die Gründung der Unterkomitees, da diese für die Verteilung der Kommissionsaufgaben während seiner /ihrer Periode (Mindestlaufzeit von zwei Jahren) als notwendig erachtet werden.
Arbeitsgruppen
Die Arbeitsgruppen sind befristete Gremien, welche zu bestimmten Zwecken ins Leben gerufen werden um sich mit Angelegenheiten, welche im Zusammenhang mit den Aktivitäten der Kommissionen entstehen, zu beschäftigen.

## VRE-Programme
EurodysseyEurodyssey (Kofferwort aus Europa und Odyssee) ist ein interregionales Programm, das die berufliche Ausbildung und die Mobilität junger Leute quer durch Europa fördert.
SommerschuleDie Sommerschule ist ein jährliches Forum und widmet sich relevanten Angelegenheiten im Bereich der regionalen Entwicklung.
JugendsommerschuleDie Jugendsommerschule ist ein jährliches Forum und fokussiert auf die Stärkung der Jugend und unterstützt deren Einbeziehung in die regionale Politik und das öffentliche Leben.

## Bewegung „Subsidiarität ist ein Wort“
Für die VRE beginnt der Respekt für das Prinzip mit der Anerkennung des Wortes, und die Anerkennung des Wortes mit der „Subsidiarität ist ein Wort“-Bewegung. Im Mai 2008 begann die VRE die weltweite Bewegung mit der Forderung der Anerkennung des Wortes in Wörterbüchern sowie im Microsoft-Word-Rechtschreibprogramm. Das Wort wurde bereits in zahlreichen Wörterbüchern quer durch Europa anerkannt.
Ein YouTube-Kanal sowie eine Facebook-Gruppe präsentieren den Sprecher der Bewegung: Subsidiarity Man. Bis dato versuchte der „Superheld“ an einem Gebäude in Brüssel hoch zu klettern, wurde ohne Strafanzeige eingesperrt, stellte einen neuen Weltrekord auf, indem er mehrere tausend Leute dazu brachte, das Wort „Subsidiarität“ zu singen, und wurde ins Krankenhaus eingeliefert, nachdem er die „Alte Brücke“ in Mostar hinunter sprang.